# 日本テレビ系列朝ニュース枠
日本テレビ系列朝ニュース枠（にほんテレビけいれつあさニュースわく）は、日本テレビをはじめとするNNN系列で、毎日朝に放送されている報道番組の一覧のことである。

## 各番組の歴史
日本テレビの朝ニュース枠は、午前放送が開始した1957年から開始。その後放送枠移動やリニューアルを繰り返しながら継続し、1965年11月から開始した子供番組『おはよう!こどもショー』と共に、長きに渡って日本テレビの朝を支えた。
1977年4月、ニュースであると共に朝の情報番組の第1号『NNNおはよう!ニュースワイド』が平日6:45 - 7:30に開始すると、『NNN朝のニュース』は週末のみの放送になるが、『こどもショー』の平日放送廃止に伴い情報番組『ズームイン!!朝!』が開始すると、平日版も『朝のニュース』が復活、その後は平日・土曜とも、早朝情報番組に内包され、2025年3月まで独立したニュース番組は『NNNニュースサンデー』のみとなったが、同年4月改編で『ズームイン!!サタデー』の終了に伴い、『NNNニュースサタデー』も独立したニュース番組となったが、全国ニュース枠は『シューイチ』土曜版で内包ニュースコーナーの『NNNシューイチサタデー』として別途設けられた為、日本テレビ及び一部系列局で放送するローカル枠に変更され、NNNの冠が外された。
なお、2010年代より年末のうち大晦日までの2-3日間については早朝番組そのものの休止に合わせ放送を休止するようになった。代替番組すらおいていない。

## 主な番組

### 平日
- NTVニュース（1957年 - ?）
- ニュース展望（? - 1962年9月28日） - 詳細は不明。
- あさ7時のニュース（1962年10月1日 - 1966年3月31日）
- NNNあさ7時のニュース（1966年4月1日 - 1971年12月）
- NNNモーニング7（1972年1月3日 - 1974年3月29日）
- NNN朝のニュース（第1期）（1974年4月1日 - 1977年4月1日）
- NNNおはよう!ニュースワイド（1977年4月4日 - 1979年3月2日）
- NNN朝のニュース（第2期）（1979年3月5日 - 1992年3月27日）
- NNNニュースジパング（1992年3月30日 - 2001年9月28日） -  『ジパングあさ6』に内包。
- NNNニュースSUPER（2001年10月1日 - 2011年3月31日） -  『ズームイン!!SUPER』に内包。
- NNN NEWS ZIP!（2011年4月1日 - ） -  『ZIP!』に内包。

### 土曜日
- NTVニュース（1957年 - ?）
- ニュース展望（? - 1962年9月29日） - 詳細は不明。
- あさ7時のニュース（1962年10月6日 - 1966年3月26日）
- NNNあさ7時のニュース（1966年4月2日 - 1971年12月）
- NNNモーニング7（1972年1月1日 - 1974年3月30日）
- NNN朝のニュース（1974年4月6日 - 1996年3月30日）
- NNNニュースサタデー（1996年4月6日 - ） -  2025年3月までは『ズームイン!!サタデー』に内包。同年4月からはNNN枠でなくなり、ローカルセールス枠で継続。
- NNNシューイチサタデー（2025年4月5日 - ） -  『シューイチ（土曜）』に内包。

### 日曜日
- NTVニュース（1957年 - ?）
- ニュース・ショー（? - 1962年9月30日） - 詳細は不明。
- NTVニュース（1962年10月7日 - 1963年3月31日）
- あさ7時のニュース（1963年4月7日 - 1966年3月27日）
- NNNあさ7時のニュース（1966年4月3日 - 1971年12月）
- NNNモーニング7（1972年1月2日 - 1974年3月31日）
- NNN朝のニュース（1974年4月7日 - 1996年3月31日）
- NNNニュースサンデー（1996年4月7日 - ）

### 番組の移り変わり
| 期間      | 期間       | 平日                                           | 土曜日                                         | 日曜日                                                           |
| --------- | ---------- | ---------------------------------------------- | ---------------------------------------------- | ---------------------------------------------------------------- |
| 1957      | 1966.3.31  | NTVニュース ↓ ニュース展望 ↓ あさ7時のニュース | NTVニュース ↓ ニュース展望 ↓ あさ7時のニュース | NTVニュース ↓ ニュース・ショー ↓ NTVニュース ↓ あさ7時のニュース |
| 1966.4.1  | 1971.12.31 | NNNあさ7時のニュース                           | NNNあさ7時のニュース                           | NNNあさ7時のニュース                                             |
| 1972.1.1  | 1974.3.31  | NNNモーニング7                                 | NNNモーニング7                                 | NNNモーニング7                                                   |
| 1974.4.1  | 1977.4.3   | NNN朝のニュース                                | NNN朝のニュース                                | NNN朝のニュース                                                  |
| 1977.4.4  | 1979.3.4   | NNNおはよう!ニュースワイド                     | NNN朝のニュース                                | NNN朝のニュース                                                  |
| 1979.3.5  | 1992.3.29  | NNN朝のニュース                                | NNN朝のニュース                                | NNN朝のニュース                                                  |
| 1992.3.30 | 1996.3.31  | NNNニュースジパング                            | NNN朝のニュース                                | NNN朝のニュース                                                  |
| 1996.4.1  | 2001.9.30  | NNNニュースジパング                            | NNNニュースサタデー                            | NNNニュースサンデー                                              |
| 2001.10.1 | 2011.3.31  | NNNニュースSUPER                               | NNNニュースサタデー                            | NNNニュースサンデー                                              |
| 2011.4.1  | 現在       | NNN NEWS ZIP!                                  | NNNニュースサタデー                            | NNNニュースサンデー                                              |